# Dominika Misterska
Dominika Misterska (Łódź, 20 de julio de 1979) es una deportista polaca que compitió en halterofilia. Ganó cinco medallas en el Campeonato Europeo de Halterofilia entre los años 1998 y 2006.

## Palmarés internacional
| Campeonato Europeo | Campeonato Europeo     | Campeonato Europeo | Campeonato Europeo |
| Año                | Lugar                  | Medalla            | Categoría          |
| ------------------ | ---------------------- | ------------------ | ------------------ |
| 1998               | Riesa (Alemania)       | Medalla de plata   | 58 kg              |
| 2001               | Trenčín (Eslovaquia)   | Medalla de plata   | 63 kg              |
| 2004               | Kiev (Ucrania)         | Medalla de plata   | 63 kg              |
| 2005               | Sofía (Bulgaria)       | Medalla de plata   | 63 kg              |
| 2006               | Władysławowo (Polonia) | Medalla de bronce  | 69 kg              |